# Votuporanga
Votuporanga é um município brasileiro do estado de São Paulo,  Região Sudeste do país. Possui uma população de 96 634 habitantes conforme o Censo IBGE 2022. O município é formado pela sede e pelo distrito de Simonsen.

## História
No final do século XIX, a cultura do café chegou ao oeste da província de São Paulo, exterminando os seus habitantes originais, os caingangues. A área atual do município, de início, pertencia à Fazenda Marinheiro de Cima, de propriedade de Francisco Schmidt. Após sua morte, os herdeiros, endividados, entregaram as terras à empresa Theodor Wille & Cia Ltda. A propriedade foi, então, dividida em glebas e os terrenos vendidos a preços baixos. Pouco a pouco, formou-se o povoado, até então pertencente ao distrito de Vila Monteiro, atual Álvares Florence, e à comarca e município de Monte Aprazível.
O nome escolhido, Votuporanga, foi uma indicação de Sebastião Almeida Oliveira, tabelião de Tanabi. No dia 8 de agosto de 1937, a cidade foi fundada e foi celebrada uma missa pelo padre Isidoro Cordeiro Paranhos. Em 1944, a vila tornou-se distrito, município e sede da comarca, em decreto único.

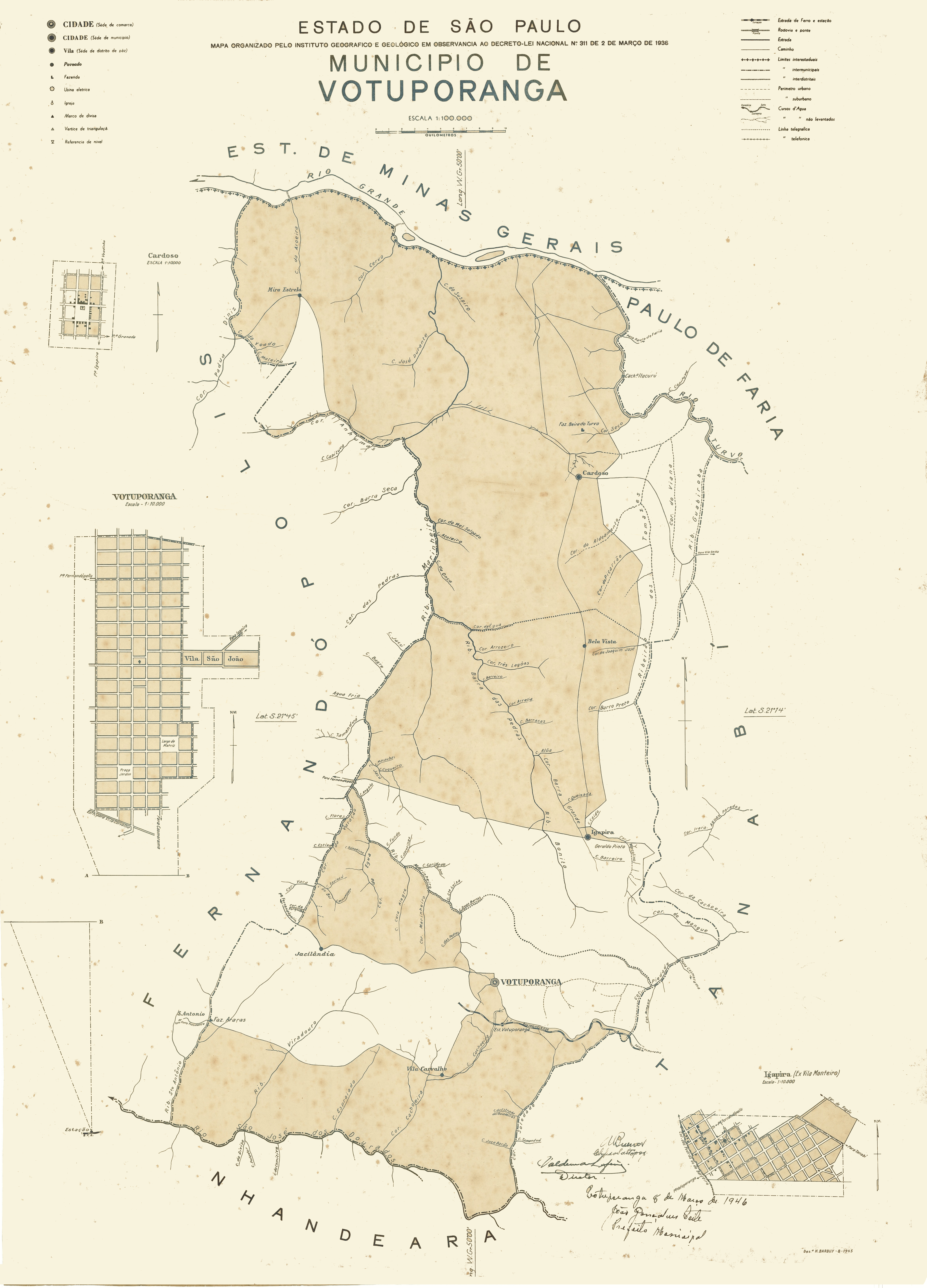
Mapa de Votuporanga (1944).

O primeiro prefeito foi Francisco Villar Horta. No mesmo ano, veio o desenvolvimento com a Estrada de Ferro Araraquara. Também foram construídas, posteriormente, a Santa Casa de Misericórdia e a contemporânea Igreja de Nossa Senhora Aparecida. Já na década de 1970, a Rodovia Euclides da Cunha, SP-320, que liga Votuporanga à capital do Estado, foi pavimentada. Houve, ainda, a criação da fundação educacional da cidade (atual Centro Universitário de Votuporanga). Na década de 1980, a cidade tomou impulso industrial, através do setor moveleiro, de implementos rodoviários e metalurgia.

### Toponímia
O nome do município foi escolhido por Sebastião Almeida Oliveira, membro do Instituto Histórico e Geográfico de São Paulo, a pedido de Germano Robato, um dos primeiros compradores dos lotes que formaram a cidade. O nome, de origem tupi-guarani, significaria "bons ventos", "bons ares" ou "brisas suaves". Porém o tupinólogo Eduardo de Almeida Navarro discorda de tal etimologia, e propõe que "Votuporanga" é um termo da língua geral meridional que significa "morro bonito", através da junção dos termos votura ("morro") e poranga ("bonito").

## Demografia

### População
| Crescimento populacional                             | Crescimento populacional | Crescimento populacional | Crescimento populacional |
| Ano                                                  | População Total          |                          | %±                       |
| ---------------------------------------------------- | ------------------------ | ------------------------ | ------------------------ |
| 1946                                                 | 51 113                   |                          | —                        |
| 1950                                                 | 22 433                   |                          | −56,1%                   |
| 1958                                                 | 23 834                   |                          | 6,2%                     |
| 1960                                                 | 32 945                   |                          | 38,2%                    |
| 1970                                                 | 39 443                   |                          | 19,7%                    |
| 1980                                                 | 52 279                   |                          | 32,5%                    |
| 1991                                                 | 66 166                   |                          | 26,6%                    |
| 2000                                                 | 75 641                   |                          | 14,3%                    |
| 2010                                                 | 84 692                   |                          | 12,0%                    |
| 2022                                                 | 96 634                   |                          | 14,1%                    |
| Est. 2024                                            | 100 159                  | [ 13 ]                   | 3,6%                     |
| Fontes: Censos Demográficos IBGE e Estimativas SEADE |                          |                          |                          |

## Geografia

### Aspectos físicos
Votuporanga está localizada na região noroeste do Estado de São Paulo, distante  cerca de 527 km da cidade de São Paulo. Possui uma área de 424,1 km² e altitude média de 525 metros.
Suas coordenadas geográficas são: 
- Latitude: 20°25'02" Sul
- Longitude: 49°58'22" Oeste

O relevo é pouco acidentado, constituído por solos da Formação Adamantina, Bacia do Paraná, de origem basáltica, bastante rico também em areias quartzosas.

### Hidrografia
Os componentes principais da rede hidrográfica são o Rio São José dos Dourados e os Córregos do Marinheirinho, Boa Vista, Paineiras e Queixada.
A Estrada de Ferro Araraquara encontra-se sobre o "espigão divisor de águas", entre as Bacias Hidrográficas do Rio São José dos Dourados e do complexo Turvo-Grande.

### Rodovias
- Rodovia Euclides da Cunha - SP-320
- Rodovia Péricles Bellini - SP-461
- Rodovia Miguel Jabur Elias - SP-479

### Ferrovias
- Estrada de Ferro Araraquara [18]

### Clima
| Maiores acumulados de precipitação em 24 horas registrados em Votuporanga por meses (INMET, CIIAGRO/SP) | Maiores acumulados de precipitação em 24 horas registrados em Votuporanga por meses (INMET, CIIAGRO/SP) | Maiores acumulados de precipitação em 24 horas registrados em Votuporanga por meses (INMET, CIIAGRO/SP) | Maiores acumulados de precipitação em 24 horas registrados em Votuporanga por meses (INMET, CIIAGRO/SP) | Maiores acumulados de precipitação em 24 horas registrados em Votuporanga por meses (INMET, CIIAGRO/SP) | Maiores acumulados de precipitação em 24 horas registrados em Votuporanga por meses (INMET, CIIAGRO/SP) |
| Mês | Acumulado                                                                                               | Data | Mês | Acumulado                                                                                               | Data |
| --- | --- | --- | --- | --- | --- |
| Janeiro                                                                                                 | 182,9 mm                                                                                                | 16/01/2016                                                                                              | Julho                                                                                                   | 51,1 mm                                                                                                 | 21/07/1978                                                                                              |
| Fevereiro                                                                                               | 109,6 mm                                                                                                | 19/02/2007                                                                                              | Agosto                                                                                                  | 36,4 mm                                                                                                 | 19/08/1979                                                                                              |
| Março                                                                                                   | 112,1 mm                                                                                                | 11/03/2018                                                                                              | Setembro                                                                                                | 79 mm                                                                                                   | 09/09/2000                                                                                              |
| Abril                                                                                                   | 83,3 mm                                                                                                 | 04/04/1985                                                                                              | Outubro                                                                                                 | 179,6 mm                                                                                                | 29/10/1994                                                                                              |
| Maio | 59,2 mm                                                                                                 | 30/05/1978                                                                                              | Novembro                                                                                                | 109,6 mm                                                                                                | 09/11/2012                                                                                              |
| Junho                                                                                                   | 71,6 mm                                                                                                 | 22/06/2012                                                                                              | Dezembro                                                                                                | 115,1 mm                                                                                                | 27/12/1978                                                                                              |

O clima de Votuporanga é o tropical com inverno seco (Aw na classificação de Köppen) com temperatura média compensada anual em torno dos 28 °C, tendo a média das máximas de 32 °C e a das mínimas 22 °C. O índice pluviométrico é de 1 345 milímetros (mm) anuais, concentrados nos meses de primavera e verão. A insolação atmosférica chega a 2 600 horas anuais. A umidade do ar é relativamente elevada nos meses de verão, enquanto no inverno os valores despencam, podendo em algumas dias ficar abaixo dos 20%.
Segundo dados do Instituto Nacional de Meteorologia (INMET, outubro de 1976-presente) e do Centro Integrado de Informações Agrometeorológicas (CIIAGRO/SP, desde 1999), a menor temperatura registrada em Votuporanga foi de 4,1 °C em 26 de junho de 1994 e a maior atingiu 43,5a °C em 8 de outubro de 2020. O maior acumulado de precipitação em 24 horas atingiu 182,9 mm em 16 de janeiro de 2016. Outros acumulados iguais ou superiores superiores a 100 mm foram: 179,6 mm em 29 de outubro de 1994, 162,6 mm em 2 de janeiro de 2007, 120,2 mm em 29 de janeiro de 2008, 115,1 mm em 27 de dezembro de 1978, 112,6 mm em 16 de janeiro de 2007, 112,1 mm em 11 de março de 2018, 112 mm em 8 de março de 1983, 109,6 mm em 19 de fevereiro de 2007 e 9 de novembro de 2012, 109 mm em 2 de dezembro de 1977 e 105,4 mm em 18 de janeiro de 1980.
| Dados climatológicos para Votuporanga | Dados climatológicos para Votuporanga | Dados climatológicos para Votuporanga | Dados climatológicos para Votuporanga | Dados climatológicos para Votuporanga | Dados climatológicos para Votuporanga | Dados climatológicos para Votuporanga | Dados climatológicos para Votuporanga | Dados climatológicos para Votuporanga | Dados climatológicos para Votuporanga | Dados climatológicos para Votuporanga | Dados climatológicos para Votuporanga | Dados climatológicos para Votuporanga | Dados climatológicos para Votuporanga |
| Mês | Jan                                   | Fev                                   | Mar                                   | Abr                                   | Mai                                   | Jun                                   | Jul                                   | Ago                                   | Set                                   | Out                                   | Nov                                   | Dez                                   | Ano                                   |
| --- | ------------------------------------- | ------------------------------------- | ------------------------------------- | ------------------------------------- | ------------------------------------- | ------------------------------------- | ------------------------------------- | ------------------------------------- | ------------------------------------- | ------------------------------------- | ------------------------------------- | ------------------------------------- | ------------------------------------- |
| Temperatura máxima recorde (°C) | 40,9                                  | 41,4                                  | 41,1                                  | 39,5                                  | 38,4                                  | 36,9                                  | 37,1                                  | 39,8                                  | 42,6                                  | 43,5                                  | 42,4                                  | 41,2                                  | 43,5                                  |
| Temperatura máxima média (°C) | 33,7                                  | 33,9                                  | 32,2                                  | 31,5                                  | 30,8                                  | 30,1                                  | 30,5                                  | 31,1                                  | 34                                    | 35,7                                  | 33,1                                  | 33,5                                  | 32,5                                  |
| Temperatura média compensada (°C) | 29,1                                  | 29,3                                  | 27,1                                  | 26,7                                  | 25,1                                  | 24,3                                  | 23,3                                  | 24,2                                  | 29                                    | 30,9                                  | 29,5                                  | 29,6                                  | 27,8                                  |
| Temperatura mínima média (°C) | 24,4                                  | 24,8                                  | 23,4                                  | 22                                    | 19,5                                  | 17,6                                  | 16,1                                  | 17,4                                  | 24                                    | 26,1                                  | 24                                    | 25,8                                  | 22,1                                  |
| Temperatura mínima recorde (°C) | 17,5                                  | 18                                    | 17,6                                  | 15,5                                  | 9,9                                   | 4,1                                   | 5,2                                   | 7,3                                   | 12,4                                  | 14,5                                  | 14,3                                  | 14,4                                  | 4,1                                   |
| Precipitação (mm) | 291,3                                 | 200,8                                 | 152,1                                 | 84,1                                  | 56,4                                  | 21,8                                  | 16,4                                  | 18,1                                  | 60,2                                  | 103,8                                 | 138,8                                 | 200,8                                 | 1 344,6                               |
| Dias com precipitação (≥ 1 mm) | 16                                    | 13                                    | 11                                    | 5                                     | 5                                     | 2                                     | 2                                     | 2                                     | 6                                     | 8                                     | 10                                    | 14                                    | 94                                    |
| Umidade relativa compensada (%) | 76,2                                  | 74,2                                  | 73,2                                  | 67,7                                  | 66,8                                  | 61,7                                  | 54,6                                  | 48,9                                  | 54,1                                  | 60                                    | 64,9                                  | 72                                    | 64,5                                  |
| Insolação (h) | 178                                   | 189,8                                 | 216,1                                 | 235,2                                 | 221,5                                 | 233                                   | 249,4                                 | 246,8                                 | 203,5                                 | 218,9                                 | 217,3                                 | 203,9                                 | 2 613,4                               |
| Fonte: INMET (normal climatológica de 1981-2010; recordes de temperatura: 01/10/1976-presente) e CIIAGRO/SP (recordes de temperatura desde 1999) |                                       |                                       |                                       |                                       |                                       |                                       |                                       |                                       |                                       |                                       |                                       |                                       |                                       |

## Infraestrutura

### Comunicações
O sistema de telefones automáticos foi inaugurado na cidade em 1972 pela Cia. Telefônica Rio Preto, empresa administrada pela Companhia Telefônica Brasileira (CTB). Já o sistema de discagem direta à distância (DDD) foi implantado em 1977 pela Telecomunicações de São Paulo (TELESP) com o código de área (0174).
Na década de 90 o código DDD da cidade foi alterado para (017), para padronização do sistema telefônico com a telefonia celular que estava sendo implantada em todo o estado.

### Saúde
Votuporanga possui 2 hospitais: a Santa Casa de Misericórdia e a Casa de Saúde e Maternidade "Nossa Srª Aparecida". Ambos hospitais possuem um departamento de emergência. Há também o Mini-Hospital "Fortunata G. Pozzobon", uma unidade de pronto atendimento 24 horas (que trabalha em conjunto ao Serviço de Atendimento Móvel de Urgência), o Consultório Municipal "Jerônimo Figueira da Costa Neto", 6 unidades básicas de saúde, 5 unidades de saúde da família e outras unidades.
A cidade também conta com o Centro de Zoonoses Municipal "Danilo Alberto Galera".

### Educação
No ensino superior, a cidade possui o Centro Universitário de Votuporanga (UNIFEV), que conta com cursos como Medicina, Engenharia(s) e Direito. Possui também a Faculdade Futura, a Faculdade de Teologia e Ciências e o Instituto Federal de São Paulo (IFSP) com os cursos superiores de Engenharia Civil, Engenharia Elétrica, Análise e Desenvolvimento de Sistemas e Licenciatura em Física,e cursos técnicos: Técnico em Edificações, Técnico em Mecânica e Técnico em Eletrotécnica.

#### Sistema S
Votuporanga possui quatro unidades do Sistema S, que aglomeram aprendizado e administração dos setores comercial e industrial.
- Serviço Nacional de Aprendizagem Comercial[32]
- Serviço Nacional de Aprendizagem Industrial[33]
- Serviço Brasileiro de Apoio às Micro e Pequenas Empresas[34]
- Serviço Social da Indústria[35]
- Serviço Social do Transporte/Serviço Nacional de Aprendizagem do Transporte/SEST/SENAT

### Segurança Pública
O policiamento ostensivo e preventivo e a preservação da ordem pública são realizados pela Polícia Militar do Estado de São Paulo através de várias unidades operacionais independentes entre si, mas que atuam de forma harmônica.
A 3.ª Companhia de Polícia Militar, do 16º Batalhão de Polícia Militar do Interior, atende aos munícipes com os Programas de Policiamento de Rádio Patrulha "190", Policiamento Escolar, Policiamento Comunitário, Rádio Patrulhamento com Motos, Rondas Ostensivas com Apoio de Motocicletas e Força Tática.
O 3.º Sub-grupamento de Bombeiros, do 13.º Grupamento de Bombeiros, coordena e executa as ações de defesa civil, prevenção e combate a incêndios, busca e salvamento, elabora normas relativas à segurança das pessoas e de seus bens contra incêndios e pânico, e outras previstas em lei.
A Base Operacional 320/2, da 3.ª Companhia de Polícia Rodoviária, do 3.º Batalhão de Polícia Rodoviária é responsável pelas ações ostensivas de segurança de trânsito rodoviária, além de prestar outros serviços, tais como fiscalização de cargas perigosas e de produtos químicos, fiscalização e escoltas em cargas que excedam as dimensões, auxílio aos moradores da zona rural ao longo das rodovias, nos casos de doenças, acidentes e criminalidade em geral, realizações de palestras em indústrias e escolas, sobre segurança de trânsito.
Uma Base Operacional, do 4º Batalhão de Polícia Ambiental, zela pelo cumprimento da legislação ambiental de defesa da flora e fauna silvestres.

### Transportes
- Estação Rodoviária
- Aeroporto de Votuporanga
- Passa pela cidade a Estrada de Ferro Araraquara sendo usada pela Rumo Logística para transporte de cargas até o Porto de Santos.

## Administração
- Prefeito: Jorge Augusto Seba (PSDB) - (2021/2024)
- Vice-prefeito: Valter Benedito Pereira (MDB) - (2021/2024)
- Presidente da câmara: Sergio Adriano Pereira (PSDB) (2021/2022)

## Economia
Votuporanga teve, em 2009, um Produto Interno Bruto de 1 138,017 mil reais. O PIB per capita da cidade em 2009 era de 14 001,37 reais. O setor terciário é o mais relevante no município, correspondendo a 77,5% do PIB. A Indústria é responsável por 20,3% do PIB e a agropecuária, 2,1%.
A cidade tem uma relevante indústria moveleira, sendo considerada um polo sul do setor. Votuporanga possui cerca de 210 indústrias de móveis  e uma das maiores produtoras de implementos rodoviários do Brasil.
Hoje a cidade conta com agências bancarias Itaú Unibanco, Banco Santander (Brasil), Bradesco,Caixa Econômica Federal, Banco do Brasil, Sistema de Crédito Cooperativo, Sicoob e vários Banco 24 Horas espalhados pela cidade.
A cidade também conta com um porto de grãos pertencente a Cofco International, atendendo a toda região.

## Cultura e lazer

### Clubes sociais (Pagos)
- Clube dos 40
- A.A.B.B (Associação Atlética Banco do Brasil)
- Votuporanga Clube
- Assary Clube de Campo
- Tênis Clube de Votuporanga

### Clubes de Serviços
- Rotary Club de Votuporanga
- Rotary Nova Geração de Votuporanga
- Rotary Novo Milênio de Votuporanga
- Rotary Oito de Agosto de Votuporanga
- Rotaract Club de Votuporanga
- Interact Club de Votuporanga
- Rotary Kids
- Lions Club de Votuporanga
- Lions Brisas Suaves de Votuporanga
- Lions Clube Votuporanga Grandes Lagos
- Loja Maçônica Pitágoras
- Loja Maçônica José Ferreira Vieira
- Loja Maçônica União Universal 50
- Loja Maçônica Votuporanga
- Loja Maçônica Brisas Suaves
- Loja Maçônica Paz e Fraternidade
- Capítulo Asas da Liberdade da Ordem Demolay
- Assembleia Voo da Liberdade da Ordem Internacional do Arco-Íris para Garotas
- Unifev
- Grupo Espírita Maria de Nazaré
- Projeto Votuporanga Antiga

### Feira Livre
Toda quinta-feira, das 15h às 22 horas, na praça São Bento. O evento é um referencial no turismo da região, que oferece, aos seus visitantes, uma grande variedade de produtos, serviços e lazer. Verduras, frutas e legumes fresquinhos, doces e salgados da cozinha brasileira, fazendo, assim, da sua praça de alimentação, uma grande atração , dentre outras atrações, como a feira de Santa Lúzia.

### Feira de Artesanato
O turista que visita Votuporanga não pode deixar de conhecer as produções artesanais da Cidade que ficam expostas todo início do mês, do dia 1º ao dia 11, das 9h até 22h na Praça Matriz, pela Avoart (Associação Votuporanguense de Artesãos).

## Esportes
O Clube Atlético Votuporanguense é um clube de futebol profissional que disputa o Campeonato Paulista Série A2. Possui, também, o IVE (Instituto Votuporanguense de Esportes).

## Religião
O Cristianismo se faz presente na cidade da seguinte forma:

### Igreja Católica
- A igreja é sede da Diocese de Votuporanga.[42]

### Igrejas Evangélicas
- Assembleia de Deus Ministério do Belém.[43][44]
- Congregação Cristã no Brasil.[45]